# Шиловское (Владимирская область)
Шиловское — деревня в Ковровском районе Владимирской области России, входит в состав Ивановского сельского поселения.

## География
Деревня расположена на в 8 км на север от центра поселения села Иваново и в 16 км на юго-восток от райцентра города Ковров.

## История
В конце XIX — начале XX века деревня входила в состав Великовской волости Ковровского уезда, с 1926 года — в составе Клюшниковской волости. В 1859 году в деревне числилось 20 дворов, в 1905 году — 26 дворов, в 1926 году — 37 дворов.
С 1929 года деревня являлась центром Шиловского сельсовета Ковровского района, с 1958 года — в составе Ивановского сельсовета, с 1972 года — в составе Павловского сельсовета, с 2005 года — в составе Ивановского сельского поселения.

## Население
| 1859 | 1905 | 1926 | 2002 | 2010 | 2021 |
| ---- | ---- | ---- | ---- | ---- | ---- |
| 147  | ↗156 | ↗184 | ↘37  | ↘14  | ↗34  |